# Hoàng Diệu Phú
Wong Yiu Fu (tiếng Trung: 黃耀富; Việt bính: wong4 jiu6 fu3; sinh ngày 6 tháng 8 năm 1981 ở Hồng Kông) là một cầu thủ bóng đá Hồng Kông hiện tại thi đấu và là huấn luyện viên cho câu lạc bộ tại Giải bóng đá ngoại hạng Hồng Kông Hoi King.

## Đời sống cá nhân
Ngày 22 tháng 5 năm 2018, Wong kết hôn với bạn gái sau 16 năm của mình, Winnie.

## Danh hiệu

### Câu lạc bộ
Eastern
- Hồng Kông Senior Challenge Shield: 2007–08

Citizen
- Hồng Kông Senior Challenge Shield: 2010–11

Tai Po
- Hồng Kông Sapling Cup: 2016-17